# 小行星17040
小行星17040（17040 Almeida）是一颗绕太阳运转的小行星，为主小行星带小行星。该小行星于1999年3月19日发现。

## 轨道参数
小行星17040的轨道半长轴为2.3158108 UA，离心率为0.027。